# Leptoxenus ramosanus
Leptoxenus ramosanus là một loài bọ cánh cứng trong họ Cerambycidae.